# Lena Richard
Lena „Mama“ Richard (* 9. September 1892 oder 1899 in New Roads, Pointe Coupee Parish, Louisiana als Marie Aurina Paul; † 27. November 1950 in New Orleans, Louisiana) war eine US-amerikanische Köchin, Kochbuchautorin, Moderatorin und Gastwirtin. In New Orleans wurde sie zunächst durch einen Cateringdienst und eine Kochschule bekannt. Ihren Durchbruch feierte sie 1939 mit der Selbstveröffentlichung des Lena Richard’s Cook Book, einer Sammlung von Rezepten der kreolischen Küche Louisianas. Die Neuauflage im folgenden Jahr machte sie landesweit berühmt.
Nach Aufenthalten in New York und Virginia kehrte Richard in den 1940er Jahren in ihre Heimatstadt zurück, eröffnete dort zwei Restaurants, gründete ein Unternehmen für damals relativ neue Tiefkühl-Fertiggerichte und moderierte als erste Afroamerikanerin eine Kochsendung im Fernsehen. Nach ihrem Tod geriet Richard aus verschiedenen Gründen lange in Vergessenheit. Erst in den 2010er Jahren wurde ihre Lebensgeschichte durch Medienberichte wieder in der Öffentlichkeit bekannt. Richard gilt unter Historikern als wichtige Persönlichkeit der US-amerikanischen Kulinarik, die trotz des zu ihren Lebzeiten gesellschaftlich weitverbreiteten Rassismus eine erfolgreiche Karriere hatte und nachfolgende Generationen schwarzer Köche beeinflusste.

## Frühe Jahre
Marie Aurina Paul wurde in den 1890er Jahren in New Roads geboren, einer Kleinstadt im Pointe Coupee Parish. Über ihr Geburtsdatum existieren unterschiedliche Angaben. Die meisten Verzeichnisse nennen den 9. September 1892. Das deckt sich mit Archivdaten der Diözese von Baton Rouge, nach denen Paul genau einen Monat später getauft wurde. Jedoch war sie laut dem am 1. April 1950 durchgeführten United States Census zu jenem Zeitpunkt 50 Jahre alt, was auf 1899 als Jahr ihrer Geburt deutet. Daneben gaben Lokalzeitungen in Meldungen zu Pauls Tod im November 1950 ihr Alter als 51 an.
Pauls spätere Karriere wurde durch ihre Geburtsstadt begünstigt. In New Roads lebten etliche Personen mit französischer, kreolischer und antillischer Herkunft. Sie waren Fremdenfeindlichkeit, Misogynie und Rassismus ausgesetzt. Aufgrund dessen beschlossen viele Betroffene, die französische Küche mit ihren eigenen kulinarischen Traditionen zu kombinieren. Durch ihre neuartige Kochkunst konnten sie trotz der Diskriminierungen mit Markt- beziehungsweise Straßenverkäufen ihrer Waren oder als Privatköche bei weißen Familien der Oberschicht Geld verdienen. Mehrere von Pauls weiblichen Verwandten bestritten auf diese Art ihren Lebensunterhalt und gaben ihr Wissen an sie weiter.
Nachdem Pauls Mutter Françoise eine Stelle beim Unternehmer Nugent Vairin in New Orleans erhalten hatte, zog sie mit ihrem Ehemann Jean-Pierre und den zehn gemeinsamen Kindern dorthin. Nicht lange nach ihrer Ankunft wurden die Namen der gesamten Familie anglisiert, wobei nicht erwiesen ist, ob die Behörden die Änderung anordneten oder die Eltern sie beantragten. Marie Aurina hieß fortan Lena. Als Jugendliche half sie ihrer Mutter und einer Tante, die bei derselben Familie angestellt war, gelegentlich in der Küche aus und verbrachte dort oft ihre Freizeit. Ihr großes Interesse am Kochen erregte die Aufmerksamkeit von Alice Vairin, der Ehefrau ihres Arbeitgebers. Nachdem sie ein von Paul zubereitetes Gericht probiert hatte, erhöhte sie deren Lohn, ernannte sie zur Vollzeitköchin und stiftete ihr eine Ausbildung.
Nach Kursbesuchen an lokalen Kochschulen wurde Paul von Vairin für acht Wochen auf die bekannte Miss Farmer’s School of Cookery in Boston geschickt. Sie war die einzige schwarze Schülerin und benötigte das schriftliche Einverständnis aller Klassenkameradinnen, um sich einschreiben zu können. Sie habe sich dort nach eigener Aussage zwar neue Informationen über die Zubereitung von Desserts und Salaten angeeignet, ansonsten aber kaum etwas dazugelernt, da Südstaaten-Köche ihren Kollegen aus dem Norden in den meisten kulinarischen Bereichen, zum Beispiel Eintöpfen, Fleischgerichten, Saucen und Suppen, weit überlegen seien. Die Mitschülerinnen seien nach ihren Speisen, beispielsweise Gumbo oder Vol-au-vent, „verrückt“ gewesen, hätten ihren Erklärungen aufmerksam zugehört und sie regelmäßig um Rat gefragt.

## Karriere

### Anfänge
1918, nach ihrem Abschluss an der Miss Farmer’s School of Cookery, kehrte Paul zurück nach New Orleans. Dort machte sie sich mit einem Cateringdienst selbstständig. Zu ihren Kunden gehörten Veranstalter von Debütantinnenbällen und Partys sowie Hochzeitsgesellschaften. In derselben Zeit lernte Paul Percival Richard kennen, den sie heiratete und mit dem sie eine Tochter namens Marie bekam. Percival unterstützte seine Ehefrau bei der Verwaltung ihres Unternehmens.
Anfang der 1920er Jahre eröffnete Richard mit dem Sweet Shop ihr erstes Lokal. Dort bot sie Süßspeisen an. Ihre Haupterwerbsquelle war weiterhin ihr Cateringservice, der sie in den finanziell gut situierten Kreisen von New Orleans allmählich bekannt machte. Kurz nach Ausbruch der Weltwirtschaftskrise wurde Richard Köchin im Orleans Club, einem exklusiven Treffpunkt für vermögende weiße Stadtbewohnerinnen.

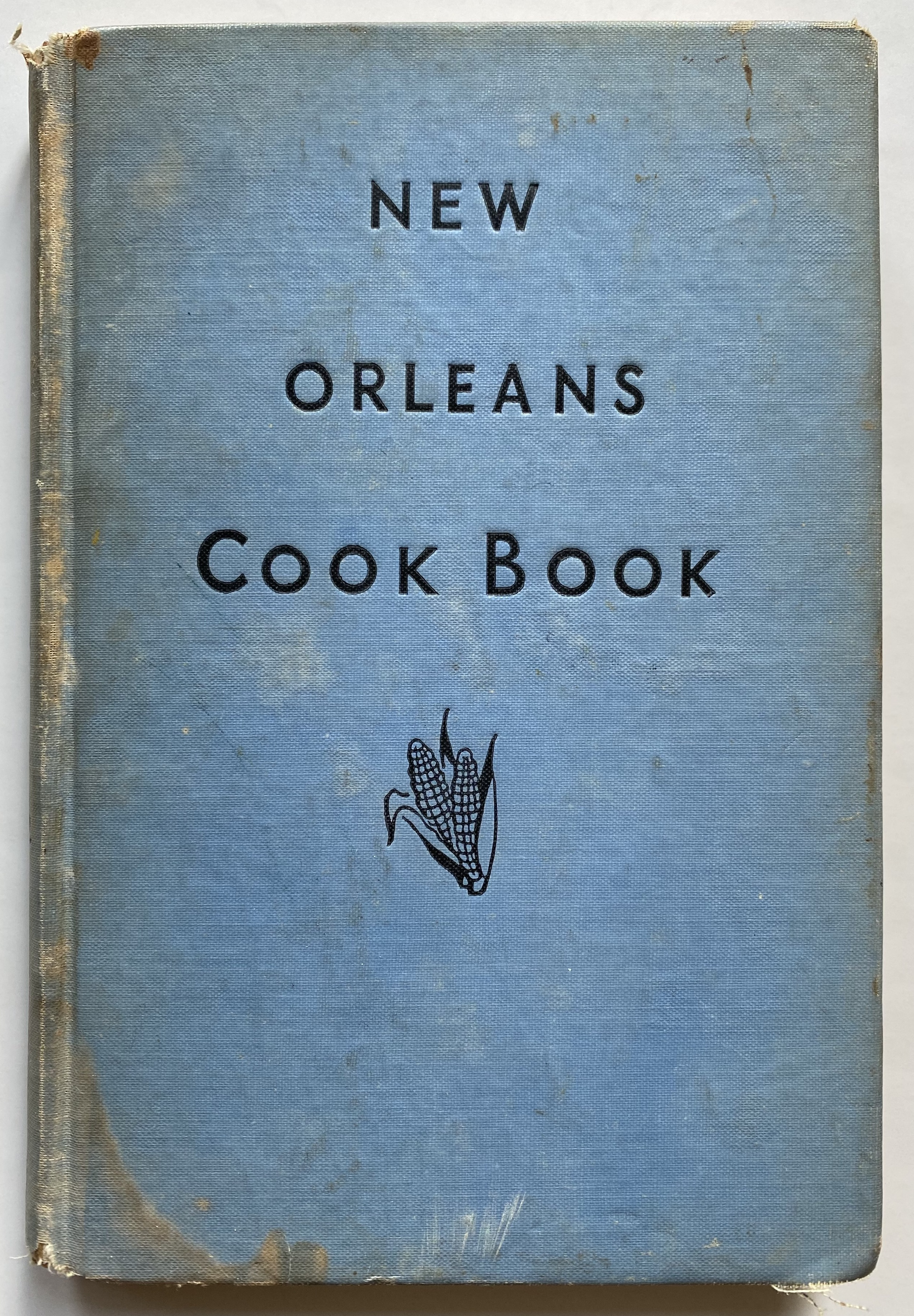
Exemplar des New Orleans Cookbook

### Durchbruch mit demNew Orleans Cook Book
1937 eröffnete Richard eine Kochschule. Sie wollte damit vor allem anderen Schwarzen eine gute Karriere ermöglichen. Deswegen lernten die Schüler neben dem Kochen sowie Servieren das Verhandeln um höhere Löhne. Für den Eintritt zur Abschlussfeier waren 25 Cent zu zahlen, die zur Finanzierung eines Buchprojekts von Richard dienten. Aus demselben Grund gründete sie zusammen mit einer Tochter der Vairins eine ähnliche Einrichtung für „Bräute, Brautjungfern und langjährige Ehefrauen“, deren Schulgebühr zehn Dollar betrug.
In den nächsten zwei Jahren sammelte Richard über 300 Rezepte. Ihre Tochter schrieb sie nieder und ließ sie mit der Schreibmaschine abschreiben, wofür ihre Mutter mit Vorträgen inner- und außerhalb von New Orleans aufkam. Auf diese Weise entstand Lena Richard’s Cook Book. Sie gilt als erste von einer schwarzen Person zusammengestellte Rezeptliste der kreolischen Küche. Richard begab sich dann für einen Monat nach New York City, um es im Selbstverlag zu veröffentlichen. Sie verkaufte 700 Exemplare, die sie zur Begleichung der Druckkosten verwendete. Zwei Faktoren trugen zu den hohen Verkaufszahlen bei. Zum einen machte das Buch den Lesern mit einfach verständlichen Anleitungen damals als exotisch geltende Gerichte wie Bisque und Court-bouillon zugänglich. Zum anderen lobte die Journalistin Clementine Paddleford es in mehreren Kolumnen der großen Zeitung New York Herald Tribune. Ein Jahr darauf erklärte sich Houghton Mifflin Harcourt dank der Unterstützung von Paddleford und dem bekannten Koch James Beard bereit, eine Neuauflage herauszubringen. Der Verlag ließ einen anderen Einband entwerfen, auf dem Richards Name und Porträtfoto im Gegensatz zur ersten Fassung fehlten. Das Buch erschien unter dem neuen Titel New Orleans Cook Book.

### Zwischenstationen in New York und Virginia
Das New Orleans Cook Book entwickelte sich zu einem nationalen Bestseller. Richard öffneten sich dadurch neue berufliche Möglichkeiten. Im September 1940 wurde sie vom Ehepaar Stearns kontaktiert. Die beiden waren Inhaber des neu eröffneten Restaurants Bird & Bottle Inn im gemeindefreien Gebiet Garrison in New York. Sie boten ihr eine einmonatige Probezeit an und stellten sie drei Tage nach ihrer Ankunft fest an. Richards kreolische Gerichte führten schnell zu hohen Besuchszahlen, die beliebtesten waren dabei Garnelenbisque und gefülltes Hähnchen. Personen aus dem ganzen Land reisten dafür an, darunter die Prominenten Thomas Beecham, Joan Crawford, Veronica Lake, Henry Morgenthau und John D. Rockefeller, Jr. Richard verließ Garrison aufgrund eines von ihr nicht näher beschriebenen „Unfalls“ nach 18 Monaten.
Richard arbeitete ab Anfang 1943 im von der Rockefeller-Stiftung betriebenen Lokal Travis House in Williamsburg. Der Hauptgrund für ihre Anstellung war, dass wichtige Vertreter der britischen Armee, die zu Gesprächen mit der United States Army nach Washington kamen, regelmäßig dort aßen. Im Mai veranstaltete das Restaurant ein Abendessen für hochrangige britische Militärangehörige. Richards dafür zubereitete Speisen, darunter überbackene Austern, Garneleneintopf und gefüllte Auberginen, kamen bei den Gästen sehr gut an. Das hatte nicht nur weitere berühmte britische Kunden wie Clementine und Mary Churchill, sondern auch eine bei den Einheimischen große Nachfrage nach ihrem Essen zur Folge. Das Travis House führte deswegen eine Mitnehmoption ein. 1945 kündigte Richard und kehrte in ihre Heimatstadt zurück.

### Weitere Karriere in New Orleans
Im November 1941 eröffnete Richard in New Orleans ihr zweites Restaurant. In Lena’s Eatery fanden sich trotz der damals vorherrschenden Rassentrennung weiße und schwarze Gäste zur selben Zeit ein, was die Stadtregierung aufgrund Richards großer Popularität in der Bevölkerung nie beanstandete. In dieser Zeit entstand der von ihren Kunden in Bezug auf sie häufig verwendete Spitzname Mama Lena. 1945, ungefähr ein Jahr bevor sich Tiefkühllebensmittel in den Vereinigten Staaten weit verbreiteten, kochte Richard einige ihrer Gerichte in großen Mengen und ließ sie in Zusammenarbeit mit einem lokalen Lebensmittelhändler als Tiefkühl-Fertigkost verpackt per Flugzeug ins amerikanische In- sowie Ausland verschicken. Vier Jahre später feierte ihr drittes Restaurant, das Gumbo House, seine Eröffnung.
Ab Oktober 1949, nicht lange nach der Einführung des Fernsehens in New Orleans, moderierte Richard als erste Afroamerikanerin eine Kochsendung. Sie lief auf dem lokalen Sender WDSU-TV und trug den Titel Lena Richard’s New Orleans Cook Book. Aufgrund der guten Quoten gab es pro Woche zwei Episoden, die vor allem weiße Frauen der Mittel- und Oberschicht sahen. Die am National Museum of American History tätige Historikerin Ashley Rose Young vermutet den Grund für die Popularität des Programms in Richards authentischer Moderation. Eine frühere Zuschauerin bestätigte ihre These gegenüber dem Smithsonian Magazine. Richard habe statt „noblem Restaurantessen“ einfache, den Stadtbewohnern vertraute Gerichte gekocht und auf eine sehr persönliche Art mit dem Publikum geredet.

### Tod
Marie Richard schilderte in einem Interview 1979 das Lebensende ihrer Mutter. Am 26. November 1950 kam eine Frau aus Los Angeles ins Gumbo House. Sie war eine Anhängerin von Lena und bestellte daher die gesamte Speisekarte. Die Köchin bestand darauf, alles selbst zuzubereiten. Obwohl ihr Gast um Mitternacht immer noch nicht mit dem Essen fertig war, ging Richard schließlich nach Hause. Sie, die ohnehin unter Bluthochdruck litt, der vermutlich von ihrem hohen Arbeitspensum herrührte, bekam ungefähr zwei Stunden darauf einen Hustenanfall. Sie rief Percival und Marie zu sich, denen sie erklärte, „nach Hause“ zu gehen und ihnen noch etwas sagen zu wollen. Bevor Richard den Satz beenden konnte, erlag sie einem Herzinfarkt.

## Nachwirkung
Trotz ihrer Prominenz geriet Richard in New Orleans relativ schnell in Vergessenheit. Die Ursachen dafür lagen in der Schließung ihrer Restaurants, fehlenden Neuauflagen ihres Buchs, der technisch nicht möglichen Archivierung ihrer Sendung sowie dem klischeehaften Umgang der Medien mit ihrem Vermächtnis. Obwohl einige, meist an eine afroamerikanische Leserschaft gerichtete Zeitungen Richard nach ihrem Tod würdigten, fand ihre ethnische Zugehörigkeit in anderen Lokalblättern, etwa der großen Tageszeitung Times-Picayune, im Vergleich zu ihrer Karriere eine weitaus größere Betonung. Daneben setzte WDSU-TV ihr Programm zwar fort, gestaltete die Moderation ihrer Nachfolgerin Ruth Prevost jedoch nach dem damals weitverbreiteten Stereotyp der Mammy und ließ Richards Leistungen somit weiter in den Hintergrund rücken.
Erst ab den 2010er Jahren machten Berichte in verschiedenen Medien Richard in der US-amerikanischen Öffentlichkeit wieder bekannt. In der Gegenwart gilt sie unter Historikern als Pionierin der nationalen Kulinarik, die den aufgrund rassistischer Stereotype schlechten Ruf der kreolischen Küche von New Orleans vollständig zum Positiven veränderte. Einige von ihnen zogen Vergleiche mit den Fernsehköchinnen Julia Child und Martha Stewart, denen Richard um einige Jahrzehnte voraus gewesen sei. Aufgrund ihrer Schule und Fernsehtätigkeit wird sie zudem von etlichen afroamerikanischen Köchinnen als Vorbild betrachtet.
2016 erfuhr die ebenfalls aus New Orleans stammende Gastwirtin und Fernsehköchin Dee Lavigne während eines Rundgangs im lokalen Food and Beverage Museum von Richards Karriere. Vier Jahre darauf bot die Smithsonian Institution ihr die Mitwirkung an einem Podcast sowie einem Online-Vortrag über ihre Kollegin an. Lavigne beschloss nach diesen Erfahrungen, sich Richard für eine berufliche Neuorientierung zum Vorbild zu nehmen. Sie eröffnete 2022 als erste schwarze Stadtbewohnerin seit über 80 Jahren eine eigene Kochschule, an der die Schülerschaft die Zubereitung von Cajun- und kreolischen Speisen erlernt. Lavigne wolle auf diese Art nicht nur Köchinnen wie Richard in der Öffentlichkeit bekannter machen, sondern auch die „nächste Generation kulinarischer Unternehmer von New Orleans großziehen“.

## Würdigungen

### Bildungseinrichtungen
Richards Konterfei ziert eine Fläche des The Legacy Quilt Project. Der Quilt gehört zur Ausstellung African/American: Making the Nation’s Table des Southern Food and Beverage Museum und besteht aus gezeichneten Porträts afroamerikanischer „kulinarischer Helden“, die US-amerikanische Schüler auswählen. Das Museum widmete der Köchin zudem 2012 eine eigene Ausstellung mit dem Titel Lena Richard: Pioneer in Food TV.
Am 6. Oktober 2020 befasste sich die Smithsonian Institution in einer Folge ihres Dokumentarpodcasts Sidedoor mit Richard. Ab November desselben Jahres war sie eine der acht Frauen, die in der einjährigen Ausstellung The Only One in the Room derselben Einrichtung vorgestellt wurden. Sie hatte US-amerikanische Unternehmerinnen, die trotz Herausforderungen in ihren jeweiligen Bereichen erfolgreich waren, zum Thema. Richard wurde in einem dazugehörigen Begleittext als „Pionierin des Kochfernsehens“ beschrieben, die durch ihr „geschicktes Handeln in einer von Rassismus geprägten Gesellschaft und Wirtschaft“ die Situation zahlreicher schwarzer Angestellter der Lebensmittelindustrie verbesserte.
Am 10. März 2021 analysierte die am National Museum of American History tätige Kuratorin Paula J. Johnson gemeinsam mit ihrer Kollegin Young beim Zoom-Vortrag Lena Richard and Julia Child: Two Women Who Changed Culinary History die jeweiligen Werdegänge der beiden Köchinnen. Der Zugang konnte bei verschiedenen Einrichtungen und Museen beantragt werden. Am 5. August desselben Jahres moderierte Young eine weitere Online-Veranstaltung des Smithsonian mit Bezug zu Richard. Dabei handelte es sich um das Seminar Lena Richard’s New Orleans Cook Book: A Groundbreaking Story of Innovation and Resilience, das in Kooperation mit dem Southern Food and Beverage Museum entstand. Lavigne erzählte den Teilnehmenden von Richards Karriere und bereitete gleichzeitig deren Garnelenbisque zu.
Am 4. März 2023 eröffneten die Louisiana State Archives die neunmonatige Ausstellung Written in the Stars: Celebrating 100 Louisiana Luminaries. Das Staatsarchiv würdigte damit die Verdienste von 100 aus Louisiana stammenden Personen. Zu den Ausstellungsstücken gehörten Exemplare von Richards Kochbüchern.

### Medien
Im Februar 2016 erschien bei Sunny Side Up, einer Sendung auf dem zu NBCUniversal gehörenden Kinderkanal Sprout, während des Black History Month eine Kurzdokumentation über Richard. Aus demselben und weiteren Anlässen wie dem Women’s History Month oder Juneteenth wird ihre Vita seitdem immer wieder medial aufgegriffen. Beispiele hierfür sind Onlineveröffentlichungen einiger ihrer Rezepte, ihr gewidmete Podcastfolgen sowie die Aufnahme in Listen wichtiger schwarzer Köchinnen.
2018 führte die The Times-Picayune | The New Orleans Advocate, die größte lokale Tageszeitung, zum 300. Stadtgeburtstag Richard in ihrer Aufzählung von 300 Bürgern, die New Orleans nachhaltig beeinflussten. Das Blatt bezeichnete sie als „Vorreiterin“, die dank ihres Talents, ihrer Intelligenz und „strahlenden Persönlichkeit“ „massive Hürden“ überwand. Ihr sei es so gelungen, zur „verehrten“ Köchin und erfolgreichen Geschäftsfrau zu werden, wobei Richards Tätigkeit als Moderatorin ihre „beeindruckendste Errungenschaft“ darstellte.
Am 14. Februar 2025 erschien innerhalb der The-New-York-Times-Reihe Overlooked über aus der öffentlichen Wahrnehmung verschwundene Verstorbene mit interessanten Biografien ein Nachruf auf Richard.

## Bibliografie
- Lena Richard’s Cook Book. Eigenveröffentlichung, New York 1939.
- New Orleans Cook Book. Houghton Mifflin Harcourt, Boston 1940.